# Rhema Marvanne
Rhema Marvanne (tên đầy đủ là Rhema Marvanne Voraritskul, sinh ngày 15 tháng 9 năm 2002) là một ca sĩ nhí nhạc Phúc âm và diễn viên nhí ở Carrollton, Mỹ.

## Tiểu sử
Rhema Marvanne sinh ngày 15 tháng 9 năm 2002. Bố cô bé là Teton Voraritskul và mẹ cô bé là Wendi Marvanne. Cô bé được sinh ra tại bệnh viện Trinity ở Dallas, bang Texas. Cô bé đã được chăm sóc nhưng vẫn rất nhỏ. Rhema nặng 4.11 lbs (1.86 kg) và cần phải ở lại trong lồng ấp 3 tuần trước khi cô bé được đưa về nhà.
Rhema yêu bố mình và chú chó Mojo. Họ tham gia The Branch Church ở Plano, Texas. Rhema được rửa tội vào ngày 18 tháng 10 năm 2009 sau khi nhận Chúa làm thánh bổn mạng.
Rhema bắt đầu hát từ khi tập nói. Rhema thu âm bài hát đầu tiên, Ân điển diệu kỳ vào năm 2009 và nhanh chóng trở thành một hiện tượng trên Internet. Cô bé đã lấy cảm hứng to lớn từ mẹ, Wendi Marvanne, người đã qua đời vì căn bệnh ung thư buồng trứng ngày 8 tháng 11 năm 2008 ở tuổi 36. Hy vọng lớn nhất của Rhema là khiến cho mẹ tự hào, cả hai mẹ con là những ca sĩ và là tín đồ Thiên Chúa giáo, đó là lý do tại sao cô bé thường biểu diễn tại các nhà thờ, các tổ chức phi lợi nhuận, tổ chức từ thiện, bệnh viện và tại các sự kiện đặc biệt.
Khi Rhema 12 tuổi, bố cô bé đã cho con nuôi. Hiện nay cô bé không còn sống với bố mình nữa.

## Sự nghiệp
Rhema từng xuất hiện đây trên chương trình Maury Polvich Show dành cho trẻ em tài năng, cô bé cũng xuất hiện trên International News thông qua kênh Supreme Master TV – Global Satellite, được phát trên 44 quốc gia và 60 ngôn ngữ phát sóng ngày 16 tháng 6 năm 2010 với 6 múi giờ khác nhau, cô bé thu âm cả hai album "Rhema" và "All Seasons" ở Nashville, Texas. Các bài hát của cô bé được bán trên iTunes, Amazon.com và trên cả trang web của mình. Cô bé đã thu âm bài hát The prayer cùng với Terry White và các nhạc công của Nashville Symphony và nhanh chóng phát hành album thứ ba "Believe". Rhema được mời thể hiện ca khúc Ân điển diệu kỳ trong phim Họng súng công lý của đạo diễn Marc Forster, với sự tham gia của diễn viên Gerard Butler. Bộ phim đề cập tới con đường hoàn lương của Sam Childers trong việc bảo vệ trẻ mồ côi ở châu Phi, được chiếu vào mùa thu năm 2011 (của hãng Lionsgate Films). Từ khi có hơn 16 triệu lượt xem vào năm 2010, cô bé đã xuất hiện trên ABC's 20/20, Fox News, CBS, CBN, TBN và cả Daystar.